# Hermandad del Arcángel San Rafael (Córdoba)
La Ilustre Hermandad del Arcángel San Rafael, Custodio de Córdoba., es una hermandad de gloria de Córdoba. Tiene su sede en la Basílica del Juramento de San Rafael. Su fiesta principal se celebra el 24 de octubre.

## Historia
La noticia respecto a San Rafael data del año 1278, mientras Córdoba sufría la peste. El padre mercedario Simón de Sousa recibió su aparición, pidiendo que se pusiera una estatua, se le venerara y se instaurara una fiesta en su honor para que la situación mejorara.
Según la tradición, en el año 1578, el padre Andrés de las Róelas recibió la aparición de San Rafael durante cuatro noches distintas, revelando que los restos encontrados en la iglesia de San Pedro pertenecían a los Santos Mártires de Córdoba. En la madrugada del día 7 de Mayo del año de 1578 se presentó como custodio de la ciudad: “Yo te juro, por Jesucristo crucificado, que soy Rafael, ángel a quien Dios tiene puesto por guarda de ésta ciudad”. 
En 1610 se inician las obras para erigir una iglesia en el lugar de la aparición, acabándose en 1732, ampliándose de nuevo entre 1796  y 1806. 
Las primeras reglas de la hermandad se aprobaron en el año 1655 por el Rvdmo. Sr. D. Antonio Valdés. Años más tarde, en el año 1766, se aprueben nuevas reglas, siendo Obispo de Córdoba el Rvdmo. y Excmo. Sr. D. Francisco Solís.
Históricamente el Arcángel solo ha procesionado de forma extraordinaria, las últimas veces en 2012 por el Año de la Fe y en 2019 por el Jubileo del Sagrado Corazón. 
En junio de 2018 la hermandad presentó el boceto del futuro paso de San Rafael, con la intención de realizar una procesión ordinaria en torno al 7 de mayo, fecha del Juramento. 
La primera fase se estrenó en el año 2022, haciendo estación en la Basílica Menor de San Pedro Apóstol.

## Imágenes Titulares
- San Rafael Arcángel

Es obra del escultor Alonso Gómez de Sandoval, bendecida en el año 1795 por el Obispo Don Antonio Caballero y Góngora. Tallada en madera y policromada, porta los elementos propios de su iconografía (báculo de peregrino y pez), así como la cartela con el Juramento.

## Música
La procesión de San Rafael cuenta con el acompañamiento de la Banda de Música de María Santísima de la Esperanza, de Córdoba. 

### Patrimonio Musical
Para banda de música:
- “San Rafael” compuesta por D. José Molina León (1908).
- “Medicina Dei” compuesta por D. Alfonso Lozano Ruiz (2015). [6].

Para cornetas y tambores:
- “El Juramento” compuesta por D. Francisco Javier González Ríos (2011). [7].